# Метлишино
Метлишино (каз. Метлишино) — село в Кызылжарском районе Северо-Казахстанской области Казахстана. Входит в состав Светлопольского сельского округа. Код КАТО — 595065400.

## Население
В 1999 году население села составляло 366 человек (179 мужчин и 187 женщин). По данным переписи 2009 года в селе проживало 247 человек (121 мужчина и 126 женщин).